# Dillesz Sándor
Dicskei Dillesz Sándor Erazmus Nepomuki János (szlovákul Alexander Dilles; Verebély, 1835. március 14. – Nyitrazsámbokrét, 1907. július 28.) köz- és váltóügyvéd, Bars vármegye képviselője, vármegyei törvényhatósági bizottsági tag, az aranyosmaróti múzeum alapítója, régész.

## Élete
Apja Dillesz István verebélyi postamester, anyja Huszóczy Kunigunda (1813-1872).
Tilden vásárolt telket. A verebélyi járás főszolgabírója lett (1889).
1869-ben főként saját gyűjteményéből lerakta a Bars vármegyei múzeum alapjait. Elhunyt 1907. július 28-án reggel 2 órakor, életének 73., házasságának 37. évében. Örök nyugalomra helyezték 1907. július 29-én délután a nyitrazsámbokréti római katolikus sírkertben. Neje gerezsgáli Batthyányi Mária volt.

## Művei
- 1886 Barsvármegye 1686-ban. Aranyosmaróth.
- 1903 Bars vármegye őskora. In: Borovszky Samu (szerk.): Bars vármegye.